# Baldwin Hills
Baldwin Hills es un barrio de Los Ángeles en el estado estadounidense de California.

## Geografía
Baldwin Hills se encuentra ubicada en las coordenadas 34°0′21″N 118°20′29″O / 34.00583, -118.34139.

## Educación
El Distrito Escolar Unificado de Los Ángeles gestiona las escuelas públicas que sirven al barrio.
Escuelas del barrio:
- Escuela Primaria Baldwin Hills[6]
- Escuela Secundaria Audubon
- Escuela Preparatoria Susan Miller Dorsey

Escuelas alternativas:
- Escuela Marlton (para sordos)

La Biblioteca Pública de Los Ángeles gestiona la Biblioteca Sucursal Baldwin Hills.